# (29865) 1999 FL45
A (29865) 1999 FL45 a Naprendszer kisbolygóövében található aszteroida. A LINEAR projekt keretében fedezték fel 1999. március 20-án.